# 菲布莱讷
菲布莱讷（法語：Fublaines，法語發音：[fyblɛn] ⓘ）是法国塞纳-马恩省的一个市镇，属于莫城区。

## 地理
菲布莱讷（48°56'16"N, 2°56'8"E）面积5.48 平方千米，位于法国法蘭西島大區塞纳-马恩省，该省份为法国北部内陆省份，北起瓦兹省，西接埃松省、马恩河谷省、塞纳-圣但尼省和瓦兹河谷省，南至卢瓦雷省，东南接约讷省，东临马恩省和奥布省，东北接埃纳省。
与菲布莱讷接壤的市镇（或旧市镇、城区）包括：楠特伊莱莫、圣菲亚克、特里尔波、维勒马勒伊、布蒂尼、莫城。

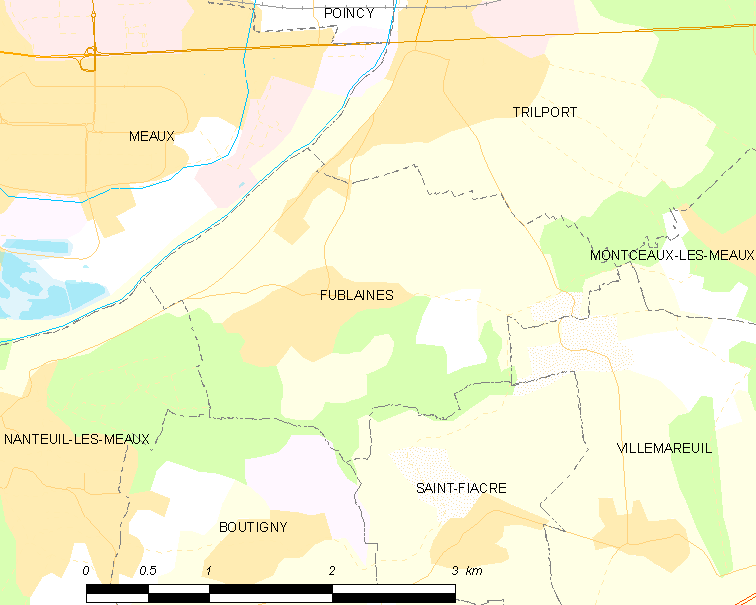
菲布莱讷的OSM定位图

菲布莱讷的时区为UTC+01:00、UTC+02:00（夏令时）。

## 行政
菲布莱讷的邮政编码为77470，INSEE市镇编码为77199。

## 政治
菲布莱讷所属的省级选区为拉费泰苏茹阿尔县。

## 人口

1962-2008年间菲布莱讷人口变化图示

菲布莱讷于2022年1月1日时的人口数量为1381人。